# Fiat Corso Marconi

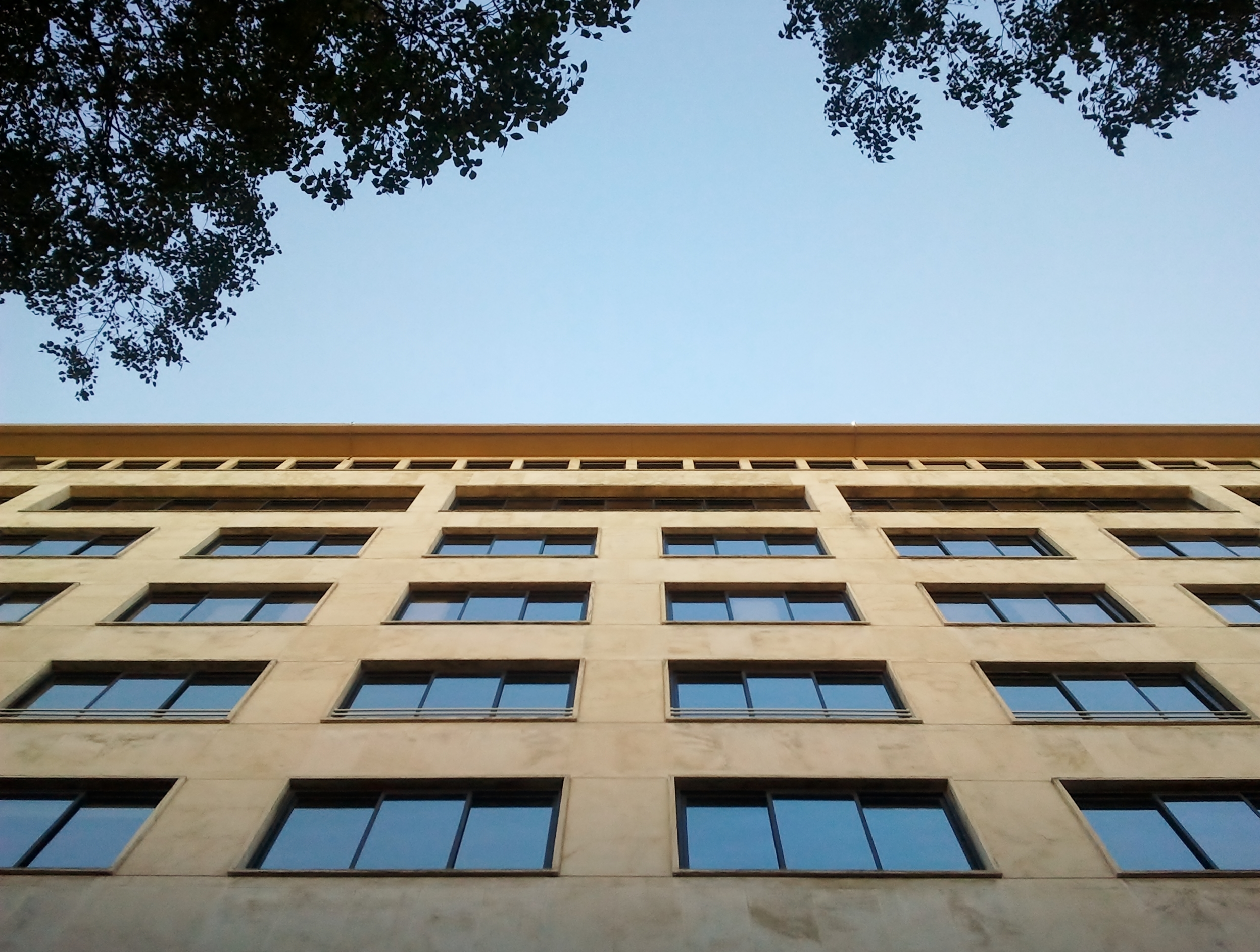
Vista frontal del edificio de Corso Marconi.10

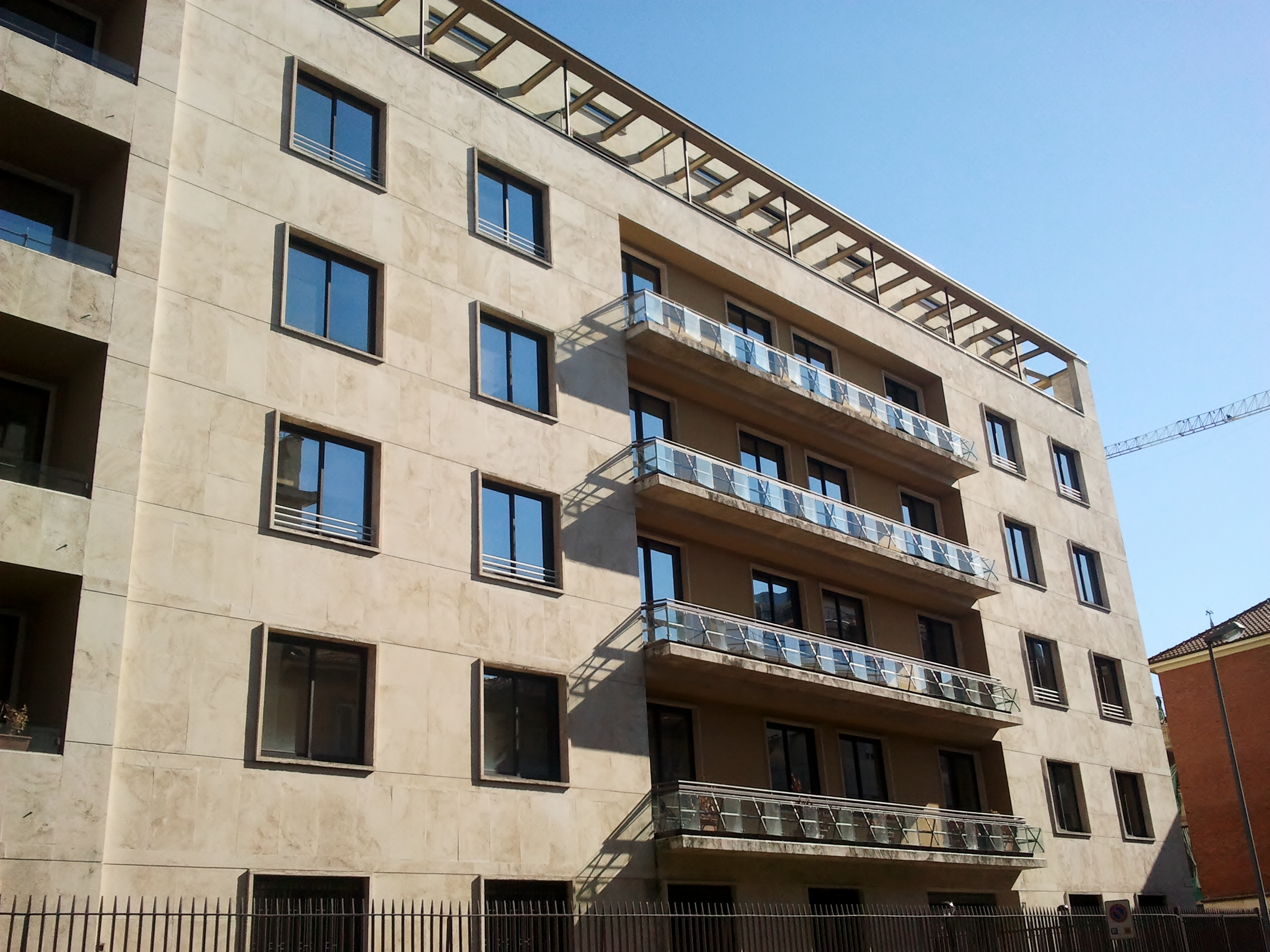
Lateral del complejo de Corso Marconi.

Fiat Corso Marconi es un complejo de edificios racionalistas proyectado por Amedeo Albertini en Turín, Piamonte, Italia. Fue construido a comienzos de la década de los cincuenta para albergar la sede de Fiat S.p.A., objetivo que cumplió de 1954 a 1997. 

## Descripción
El complejo se encuentra situado en los números 10 y 20 de la Via Marconi en el barrio turines de San Salvario, próximo a la estación de ferrocarril de Torino Porta Nuova. Ocupa una parcela rectangular dividida por la Via Belfiore, dando lugar a dos manzanas casi cuadradas. En ellas el arquitecto Amedeo Albertini proyecto sendos edificios de oficinas de diseño racionalista, que, para mayor comodidad, serían unidos en los ochenta por una pasarela sobre la calle a la altura de la quinta planta. Los dos edificios son ligeramente diferentes. Ambos cuentan con un cuerpo principal de ocho plantas de altura, con sus fachada orientadas al Norte-Nordeste, hacia la Via Marconi donde se ubican sus entradas principales. En los laterales de las manzanas el cuerpo principal se extiende hacia la calle posterior con una menor altura, de cuatro plantas, formando un espacio interior vano a modo de patio.

## Historia
A comienzos de los años cincuenta Vittorio Valletta, por aquel entonces presidente del grupo Fiat, estudió la posibilidad de trasladar la sede directiva de Fiat, por aquel entonces en el edificio administrativo de la planta automovilística turinesa de Mirafiori, de la cual se esperaba una gran expansión. Se toma la decisión de asignarle el encargo del proyecto al arquitecto Amedeo Albertini, el cual ya había trabajado anteriormente para la empresa. En 1954 se realiza el traslado a los nuevos edificios de Corso Marconi. Servirián como sede de Fiat S.p.A. durante 43 años, hasta que en agosto de 1997 se trasladase de nuevo al reformado Lingotto. Después de un largo periodo sin uso, el edificio número 10 se rehabilitó para acoger oficinas, mientras que el número 20 se reformó para albergar viviendas.